# Dick Harris (jugador de fútbol americano)
Richard Overton Harris Sr. (Wichita Falls, Texas, 7 de abril de 1928-Fort Worth, Texas, 10 de mayo de 2003)  fue un jugador de fútbol americano que jugó en la posición de center. Jugó fútbol americano universitario para los Texas Longhorns y fue seleccionado en el draft de la NFL y en el draft de la AAFC cuatro veces, incluidas dos veces como selección de primera ronda, pero nunca jugó profesionalmente.

## Primeros años de vida
Harris nació el 7 de abril de 1928 en Wichita Falls, Texas. Asistió a Wichita Falls High School y fue un jugador de fútbol americano muy condecorado, siendo descrito por algunas fuentes como uno de los mejores en la historia de la escuela. Fue miembro del equipo universitario de 1942 a 1944 y fue titular en los últimos dos años, incluido el de capitán en su último año. Fue nombrado distrito dos veces y ayudó a Wichita Falls a ganar el campeonato distrital en 1944; Harris también fue seleccionado en el primer equipo estatal ese año y recibió un trofeo del Exchange Club de Wichita Falls por ser elegido como el jugador más destacado del distrito. Participó en el Oil Bowl de 1945 y en el Juego de Estrellas de Fútbol Americano de Escuelas Secundarias de Texas.

## Carrera

### Carrera universitaria
Harris, considerado un recluta de primer nivel en el fútbol, se matriculó en la Universidad de Texas en Austin mientras estudiaba ingeniería petrolera y comenzó a jugar para los Texas Longhorns en 1945.Jugador de dos vías, ganó un puesto titular en la posición de center como estudiante de primer año en 1945 y fue una selección consensuada del primer equipo All-Southwest Conference (SWC) y una mención de honor All-American. Associated Press (AP), al seleccionarlo All-SWC, señaló que «el alto estudiante de primer año... nunca tuvo una actuación mediocre. Siempre fue la estrella defensiva. Se ganó el puesto de centro en la all-conference en un paseo». Ayudó a los Longhorns a compilar un récord general de 10-1 mientras ganaban el título de la conferencia, que incluyó una victoria en el Cotton Bowl Classic de 1946.
Harris repitió como selección por consenso del primer equipo All-SWC en 1946 mientras ayudaba a Texas a tener marca de 8-2 con una clasificación nacional en el puesto 15 al final del año. También fue nombrado All-American del tercer equipo por la Newspaper Enterprise Association (NEA). En 1947, pasó a tacklear y ganó su tercer honor consensuado del primer equipo All-SWC al ser elegido primer equipo All-American por AP. A los 19 años, era el jugador más joven del equipo All-American de AP. Ayudó a Texas a terminar quinto a nivel nacional con un récord de 10-1 que incluyó una victoria en el Sugar Bowl de 1948, recibiendo elogios por su versatilidad, ya que Harris pudo desempeñarse bien en todas las posiciones de la línea y también se destacó en varias posiciones defensivas.
En su último año en 1948, Harris regresó al centro, fue nombrado capitán del equipo junto con Tom Landry, su amigo cercano, y ayudó a los Longhorns a compilar un récord de 7-3-1 con una victoria en el Orange Bowl de 1949. El Austin American-Statesman lo describió como «probablemente el hombre más valioso en la línea de Texas» y señaló que «en defensa sólo hay un Dick Harris, sólo un hombre que puede defender magníficamente contra pases y carreras, que puede destrozar interferencias y controlar portadores de la pelota y deambular detrás de la línea con... abandono calculado». Ganó su cuarta selección consecutiva del primer equipo All-SWC por consenso, algo que solo otro Longhorn logró (Bobby Layne), y fue seleccionado como segundo equipo All-American por AP, la cuarta vez en su carrera universitaria. fue nombrado All-American (ya sea como mención de honor, tercer equipo, segundo equipo o primer equipo). Harris fue nombrado MVP defensivo de SWC por el Houston Post para la temporada de 1948 y fue invitado al Juego de Estrellas de Chicago College de 1949. Terminó su carrera universitaria como uno de los mejores linieros en la historia de Texas; El entrenador Blair Cherry dijo que Harris «probablemente pasaría a la historia como el mejor liniero de la Conferencia Suroeste».

### Carrera profesional
El 8 de julio de 1948, la All-America Football Conference (AAFC), rival de la National Football League (NFL), celebró un draft secreto de jugadores que eran sénior en la temporada de 1948; Harris fue seleccionado por los Baltimore Colts con la segunda selección general. Más tarde, los Colts cambiaron sus derechos a los Cleveland Browns por Lu Gambino, y los Browns lo pusieron en su lista de reserva. Harris también fue seleccionado en la primera ronda -con la undécima selección general- del draft de la NFL de 1949, por los Chicago Bears. Rechazó las ofertas para poder dedicarse al negocio petrolero. Antes del draft de la NFL de 1950, los Browns (desde que se fusionaron con la NFL, junto con los Colts y los San Francisco 49ers) lo eliminaron de su lista de reserva, y los Colts luego usaron otra selección del draft con él: su selección de octava ronda (93 en general). Fue seleccionado por cuarta vez en el draft de la NFL de 1951, por los Detroit Lions en su selección de la ronda 25 (297 en general), pero nunca jugó profesionalmente.

## Vida personal y honores
Harris se dedicó al negocio petrolero después de su carrera universitaria y luego se dedicó a la banca en 1960. Se desempeñó durante 33 años como presidente de varios bancos en Amarillo y Austin antes de jubilarse en 1993. Estaba casado y tenía dos hijos. Harris murió en Fort Worth a la edad de 75 años, el 10 de mayo de 2003.
Una encuesta del Times Record News en 1949 nombró a Harris como el segundo mejor pívot en la historia de Wichita Falls, quedando un voto detrás de la selección del primer equipo. Fue incluido en el Salón de Honor de la Universidad de Texas en 1971. Fue incluido en el Salón de la Fama del Fútbol Americano de las Escuelas Secundarias de Texas en 1985 y en el Salón de la Fama del Oil Bowl en 1997.